# Osteomeles
Osteomeles — рід, який нараховує 26 видів і належить до родини трояндових. 
Його представники є корінними мешканцями тихоокеанського регіону. Плоди всіх видів цього роду їстівні.

## Таксономія
Osteomeles був описаний Джоном Ліндлі та опублікований у Transactions of the Linnean Society of London 13(1): 96–98–99, pl. 8, 1821 року  Типовий вид : Osteomeles anthyllidifolia (Sm.) Lindl.

## Види
- Osteomeles anthyllidifolia
- Osteomeles anthyllifolia
- Osteomeles boninensis
- Osteomeles chinensis
- Osteomeles cordata
- Osteomeles escalloniaefolia
- Osteomeles ferruginea
- Osteomeles gayana
- Osteomeles glabrata
- Osteomeles goudotiana
- Osteomeles incerta
- Osteomeles intermedia
- Osteomeles lanata
- Osteomeles latifolia
- Osteomeles obovata
- Osteomeles obtusifolia
- Osteomeles pachyphylla
- Osteomeles pentlandiana
- Osteomeles pernettyoides
- Osteomeles persoonii
- Osteomeles pyracantha
- Osteomeles resinoso-punctata
- Osteomeles rufescens
- Osteomeles schwerinae
- Osteomeles schweriniae
- Osteomeles subrotunda